# راسيل جاكوبس
راسيل جاكوبس (بالإنجليزية: Russell Jacobus)‏ هو قسيس أمريكي، ولد في 27 سبتمبر 1944 في ميلواكي في الولايات المتحدة.